# Seymour, Texas
Seymour là một thành phố thuộc quận Baylor, tiểu bang Texas, Hoa Kỳ. Năm 2010, dân số của xã này là 2740 người.

## Dân số
- Dân số năm 2000: 2908 người.
- Dân số năm 2010: 2740 người.